# کندی ایگبوانانیک
کندی ایگبوانانیک (انگلیسی: Kennedy Igboananike؛ زادهٔ ۲۶ فوریهٔ ۱۹۸۹) بازیکن فوتبال اهل نیجریه است که در پست مهاجم برای باشگاه فوتبال الحزم عربستان سعودی در لیگ حرفه‌ای این کشور بازی می‌کند.
از باشگاه‌هایی که در آن بازی کرده‌است می‌توان به باشگاه فوتبال ای‌آی‌کی، شیکاگو فایر و باشگاه فوتبال دیورگاردن اشاره کرد.